# Républicains Indépendants
De Républicains Indépendants (RI, Nederlands: Onafhankelijke Republikeinen) waren in de tijd van de Vierde Franse Republiek en in de Vijfde Republiek een conservatieve groepering. Het ging om twee verschillende groeperingen.

## Vierde Franse Republiek
De eerste Républicains Indépendants waren een conservatieve groepering die kort na de bevrijding van Frankrijk werd opgericht door personen die weigerden toe te treden tot de Parti républicain de la liberté (PRL). Een van de voormannen van de RI was René Coty, die later president van Frankrijk werd.
De RI gingen in 1949 in het Centre national des indépendants (CNI) op.

## Vijfde Franse Republiek
De Vijfde Franse Republiek bestaat sinds 1958. De tweede Républicains Indépendants waren een conservatieve groepering die in 1962 ontstond toen een aantal leden uit het Centre national des indépendants et paysans (CNIP, voorheen CNI) stapten. In dat jaar besloot de CNIP-leiding namelijk dat de CNIP-ministers uit de coalitieregering met de gaullistische Union pour la nouvelle République (UNR) hun ontslag moesten aanbieden vanwege de kritieke houding van president Charles de Gaulle tegenover de Europese integratie. De CNIP-ministers, onder wie minister van Financiën en Economische Zaken Valéry Giscard d'Estaing, weigerden dit en traden toe tot het kabinet van premier Georges Pompidou en namen zitting als Républicains Indépendants.
Toen Giscard d'Estaing in 1966 uit het kabinet werd verwijderd, traden er spanningen op tussen de Gaullistische UNR en de Républicains Indépendants. De RI vormden daarop de Fédération Nationale des Républicains Indépendants FNRI, Nationale Federatie van Onafhankelijke Republikeinen. Binnen de FNRI werd Giscard omschreven als liberaal, centristisch en pro-Europees. Michel Poniatowski werd secretaris-generaal van de FNRI.
De FNRI steunde de kandidatuur van Georges Pompidou voor de presidentsverkiezingen van 1969. Raymond Marcellin van de FNRI werd na de door Pompidou gewonnen verkiezingen minister in het nieuwe kabinet. Na Pompidou's dood in 1974 stelde Giscard zich kandidaat voor het presidentschap en werd door de FNRI, het Centre Démocrate, de Mouvement Réformateur en enkele gaullisten gesteund. De presidentsverkiezingen van 1974 werden door Giscard d'Estaing gewonnen. Hij versloeg de gaullist Jacques Chaban-Delmas in de eerste ronde en de socialist François Mitterrand in de tweede ronde.
De FNRI werd in 1976 door de Parti républicain (PR) vervangen, die in 1978 op haar beurt op ging in het centrum Union pour la démocratie française (UDF), die in 2007 werd ontbonden.